# 巴斯·奎皮爾斯

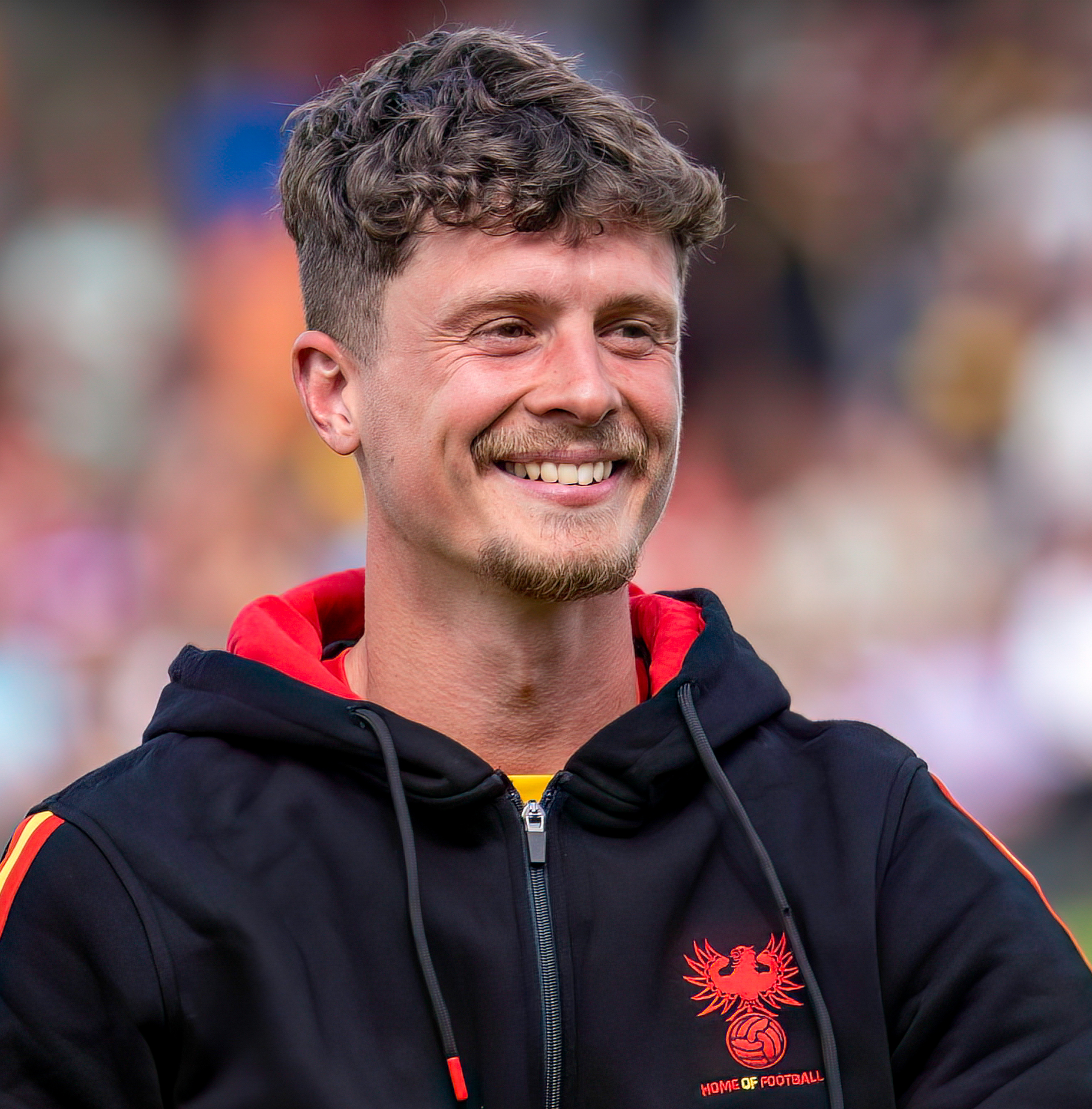
巴斯·奎皮爾斯, 2023

巴斯·奎皮爾斯（荷蘭語：Bas Kuipers；1994年8月17日—）是一位荷蘭足球運動員。在場上司職右後衛。他現在效力於荷蘭足球甲級聯賽球隊精英隊。他也代表荷蘭青年國家足球隊參賽。